# Svend Hamann
Svend Hamann (nascut el 8 d'octubre de 1940), és un jugador d'escacs danès que té el títol de Mestre Internacional des de 1965. Va ser un cop campió absolut de Dinamarca (el 1972).

## Resultats destacats en competició
A les dècades de 1960 i 1970 Svend Hamann va ser un dels jugadors d'escacs danesos més forts després del Gran Mestre Bent Larsen. El 1965 va rebre el títol de Mestre Internacional (IM) de la FIDE. El 1971, a Hjørring va guanyar la medalla de plata al Campionat danès d'escacs, i l'any següent, el 1972, a Esbjerg va guanyar el títol de campió nacional.
Svend Hamann va jugar representant Dinamarca a les Olimpíades d'escacs següents:
- El 1968, al tercer tauler de la 18a Olimpíada d'escacs a Lugano (+5, =8, -2),
- El 1972, al primer tauler de la 20a Olimpíada d'escacs a Skopje (+4, =9, -6),
- El 1978, al primer tauler a la 23a Olimpíada d'Escacs a Buenos Aires (+3, =7, -2).

Svend Hamann va jugar representant Dinamarca al Campionat del món d'escacs per equips d'estudiants:
- El 1962, al primer tauler del 9è Campionat Mundial d'Escacs d'Estudiants per equips a Mariánské Lázně (+6, =2, -3),
- El 1967, al primer tauler del 14è Campionat Mundial d'Escacs d'Estudiants per equips a Harrachov (+1, =5, -5).

Svend Hamann va jugar representant Dinamarca a la Copa Clare Benedict:
- El 1973, al primer tauler de la 20a Clare Benedict Chess Cup a Gstaad (+3, =2, -1) i hi va guanyar el bronze per equips i la medalla d'or individual,
- L'any 1974, al segon tauler de la 21a Copa Clare Benedict d'escacs a Cala Galdana (+1, =3, -3),
- El 1977, al segon tauler de la 22a Clare Benedict Chess Cup a Copenhaguen (+3, =3, -0) i hi va guanyar medalles d'or per equips i individuals.